# Les Mathes
Les Mathes – miejscowość i gmina we Francji, w regionie Nowa Akwitania, w departamencie Charente-Maritime.
Według danych na rok 1990 gminę zamieszkiwało 1205 osób, a gęstość zaludnienia wynosiła 35 osób/km² (wśród 1467 gmin regionu Poitou-Charentes Les Mathes plasuje się na 242. miejscu pod względem liczby ludności, natomiast pod względem powierzchni na miejscu 118.).